# Nāḩiyat al Bāriqīyah
Nāḩiyat al Bāriqīyah (arabiska: ناحية البارقية) är ett subdistrikt i Syrien.   Det ligger i provinsen Tartus, i den västra delen av landet, 140 km norr om huvudstaden Damaskus.
Trakten runt Nāḩiyat al Bāriqīyah består till största delen av jordbruksmark. Runt Nāḩiyat al Bāriqīyah är det glesbefolkat, med 14 invånare per kvadratkilometer.